# Peruanische Badmintonmeisterschaft 2020
Die Peruanische Badmintonmeisterschaft 2020 fand vom 26. bis zum 30. Dezember 2020 in Lima statt.

## Medaillengewinner
| Disziplin    | Gold                                        | Silber                                     | Bronze                              |
| ------------ | ------------------------------------------- | ------------------------------------------ | ----------------------------------- |
| Herreneinzel | Brian Rodrigo Roque                         | Imanhol Navarro                            | Sebastian Blondet                   |
| Herreneinzel | Brian Rodrigo Roque                         | Imanhol Navarro                            | Sharum Durand                       |
| Dameneinzel  | Daniela Macías                              | Inés Castillo                              | Erika Volosova                      |
| Dameneinzel  | Daniela Macías                              | Inés Castillo                              | Namie Miyahira                      |
| Herrendoppel | Adriano Viale Sebastian Blondet             | Alejandro Chueca Fabrizio Tabini           | Brian Rodrigo Roque Mariano Velarde |
| Herrendoppel | Adriano Viale Sebastian Blondet             | Alejandro Chueca Fabrizio Tabini           | Antonio Ricra Mauricio Zevallos     |
| Damendoppel  | Camila Duany Daniela Macías                 | Cristina Aicardi Inés Castillo             | Ariane Nakasone Namie Miyahira      |
| Damendoppel  | Camila Duany Daniela Macías                 | Cristina Aicardi Inés Castillo             | Fernanda Munar Rafaela Munar        |
| Mixed        | Santiago De La Oliva Ines Alejandra Mendoza | Brian Rodrigo Roque Ariana Airi Moromisato | Fabrizio Tabini Namie Miyahira      |